# Прокопов, Вячеслав Михайлович
Вячесла́в Миха́йлович Проко́пов (10 декабря 1946, Чкалов — 25 мая 2023, Москва) — советский и российский музыкант, трубач и музыкальный педагог. Солист оркестра Большого театра (1965—2006), профессор Российской академии музыки им. Гнесиных. Заслуженный артист Российской Федерации (2001).

## Биография
Начал заниматься музыкой, посещая репетиции духового оркестра, где его учителем был Исаак Григорьевич Острин. В 1965 году окончил Оренбургское музыкальное училище в классе педагогов А. Н. Крумганта и А. М. Симонова. В 1970 году окончил ГМПИ имени Гнесиных (класс народного артиста РФ, профессора Тимофея Александровича Докшицера).
С 1965 по 2006 год — солист оркестра Большого театра. Работал с такими дирижёрами, как Геннадий Рождественский, Борис Хайкин, Юрий Симонов, Евгений Светланов. Более 40 лет исполнял сольные партии 1-й трубы оркестра в спектаклях «Спартак», «Сон в летнюю ночь», «Легенда о любви», «Золотой петушок», «Каменный цветок», «Лебединое озеро», «Щелкунчик», «Сказка о царе Салтане», «Аида».
Участник концертов в Доме композиторов, где впервые прозвучали в его исполнении многие современные произведения. В. М. Прокопов немало внимания уделял ансамблевому исполнительству. Он участник Ансамбля солистов Большого театра, с которым гастролировал во многих странах, исполняя произведения Щедрина, Шнитке, Губайдулиной, Корндорфа, а также Стравинского, Хиндемита. С этим ансамблем записано более 20 пластинок, в том числе «История солдата» Стравинского. В 1982 году Прокопов организовал «Брасс-квинтет Большого театра», который впоследствии был переименован в «Брасс-квинтет России». Ансамблем сделано много записей на радио и телевидении, издан компакт-диск в Италии. Был на гастролях в Польше, Венгрии, Италии и других странах.
Преподавал в Российской Академии Музыки им. Гнесиных. Заведующий кафедрой Духовых инструментов и в МССМШ им. Гнесиных. Преподавал так же в Музыкально-педагогическом институте имени М. М. Ипполитова-Иванова, был профессором кафедры Оркестровых духовых и ударных инструментов. За годы работы выпустил более 50 высококлассных музыкантов, которые работают в ведущих оркестрах России и за рубежом. Уделял большое внимание методической работе. В 1987 году в издательстве «Музыка» выпущены под его редакцией этюды зарубежных композиторов.
В 1976 году награждён медалью «За трудовую доблесть».
В 2001 году Вячеславу Михайловичу Прокопову было присвоено почётное звание Заслуженный артист Российской Федерации.
Многие годы возглавлял Ассоциацию музыкантов-духовиков при Центральном доме работников искусств, был членом Правления ЦДРИ и членом жюри многих всероссийских и международных конкурсов. В 2004 году избран президентом Российской гильдии трубачей.
Скончался 25 мая 2023 года после продолжительной болезни.
Семья: жена — Прокопова Александра Ивановна (музыкант); дети: сын — Игорь Вячеславович (артист оркестра Большого театра), дочь — Елена.